# Griveta de Swainson
La griveta de Swainson (Catharus occidentalis) és un ocell de la família dels túrdids (Turdidae).

## Hàbitat i distribució
Habita el sotabosc de la selva pluvial i boscos de pins i roures a Mèxic.